# Grand Prix Hassan II 2025
Il Grand Prix Hassan II 2025 è stato un torneo di tennis giocato su terra rossa. È stata la 39ª edizione del torneo facente parte dell'ATP Tour 250 nell'ambito dell'ATP Tour 2025. Si è disputato al Royal Tennis Club de Marrakech di Marrakech, in Marocco, dal 31 marzo al 6 aprile 2025.

## Partecipanti al singolare

### Teste di serie
| Nazionalità | Giocatore               | Ranking* | Testa di serie |
| ----------- | ----------------------- | -------- | -------------- |
| Paesi Bassi | Tallon Griekspoor       | 34       | 1              |
| Italia      | Lorenzo Sonego          | 38       | 2              |
| Francia     | Alexandre Müller        | 41       | 3              |
| Portogallo  | Nuno Borges             | 42       | 4              |
| Spagna      | Roberto Carballés Baena | 53       | 5              |
| Spagna      | Jaume Munar             | 56       | 6              |
| Italia      | Luciano Darderi         | 61       | 7              |
| Italia      | Mattia Bellucci         | 72       | 8              |

* Ranking al 17 marzo 2025.

#### Altri partecipanti
I seguenti giocatori hanno ricevuto una wildcard per il tabellone principale:
- Taha Baadi
- Elliot Benchetrit
- Younes Lalami Laaroussi

Il seguente giocatore è entrato in tabellone con il ranking protetto:
- Borna Gojo

I seguenti giocatori sono entrati nel tabellone principale passando dalle qualificazioni:

- Juan Manuel Cerúndolo
- Federico Coria
- Pierre-Hugues Herbert
- Kamil Majchrzak

### Ritiri
Prima del torneo
- Zizou Bergs → sostituito da  Jesper de Jong
- Jaime Faria → sostituito da  Dušan Lajović
- Quentin Halys → sostituito da  Vít Kopřiva
- Lorenzo Musetti → sostituito da  Borna Gojo
- Francesco Passaro → sostituito da  Pablo Carreño Busta
- Arthur Rinderknech → sostituito da  Fabio Fognini

## Partecipanti al doppio

### Teste di serie
| Nazione     | Giocatore       | Nazione     | Giocatore              | Ranking* | Testa di serie |
| ----------- | --------------- | ----------- | ---------------------- | -------- | -------------- |
| Regno Unito | Julian Cash     | Regno Unito | Lloyd Glasspool        | 33       | 1              |
| Monaco      | Hugo Nys        | Francia     | Édouard Roger-Vasselin | 64       | 2              |
| Uruguay     | Ariel Behar     | Belgio      | Joran Vliegen          | 86       | 3              |
| Austria     | Alexander Erler | Germania    | Constantin Frantzen    | 98       | 4              |

* Ranking al 17 marzo 2025.

### Altri partecipanti
Le seguenti coppie di giocatori hanno ricevuto una wildcard per il tabellone principale:
- Taha Baadi /  Younes Lalami Laaroussi
- Elliot Benchetrit /  Pierre-Hugues Herbert

La seguente coppia di giocatori è entrata in tabellone come alternate:
- Tristan Boyer /  Otto Virtanen

### Ritiri
Prima del torneo
- Zizou Bergs /  Raphaël Collignon → sostituiti da  Romain Arneodo /  Manuel Guinard
- Julian Cash /  Lloyd Glasspool → sostituiti da  Jakub Paul /  David Pel
- Luciano Darderi /  Francesco Passaro → sostituiti da  Tristan Boyer /  Otto Virtanen
- Hugo Gaston /  Quentin Halys → sostituiti da  Mattia Bellucci /  Hugo Gaston

## Punti
| Evento    | V   | F   | SF  | QF | 2T   | 1T | Q    | Q2   | Q1   |
| Singolare | 250 | 165 | 100 | 50 | 25   | 0  | 13   | 7    | 0    |
| Doppio    | 250 | 150 | 90  | 45 | N.D. | 0  | N.D. | N.D. | N.D. |

## Montepremi
| Evento    | V | F | SF | QF | 2T   | 1T | Q2   | Q1   |
| Singolare |   |   |    |    |      |    |      |      |
| Doppio*   |   |   |    |    | N.D. |    | N.D. | N.D. |

*per team

## Campioni

### Singolare
Luciano Darderi ha sconfitto in finale  Tallon Griekspoor col punteggio di 7–6(3), 7–6(4).

### Doppio
Petr Nouza /  Patrik Rikl hanno sconfitto in finale  Hugo Nys /  Édouard Roger-Vasselin con il punteggio di 6-3, 6-4.